# 1904-es norvég labdarúgókupa
A 1903-as norvég labdarúgókupa a Norvég labdarúgókupa 3. szezonja volt. A címvédő Odd csapata által rendezett versenyen minden olyan csapat szerepelhetett, amely tagja volt a norvég labdarúgó-szövetségnek. A szezonban négy csapat vett részt. A tornát az Odd csapata nyerte, immár második alkalommal.

## Elődöntők
| 1. csapat           | Eredmény | 2. csapat     |
| ------------------- | -------- | ------------- |
| 1904. szeptember 3. |          |               |
| Odd                 | 3–0      | Larvik Turn   |
| Fredrikstad         | 0–5      | Porsgrunds FC |

## Döntő
| 1904. szeptember 4. |

| Odd                                                             | 4–0 | Porsgrunds FC |
| --------------------------------------------------------------- | --- | ------------- |
| Berthold Pettersen 10' Daniel Gasman ?' 30' Øivind Gundersen ?' |     |               |

| Sportsplassen, Skien Nézőszám: 800 Játékvezető: Thomas Viborg (Kragerø) |

| Az Odd játékoskerete: |  |                    |
|                       |  |                    |
| K                     |  | Andrew Johnsen     |
| H                     |  | Guttorm Hol        |
| H                     |  | Erling Jensen      |
| Kp                    |  | Bernhard Halvorsen |
| Kp                    |  | Fridtjof Nilsen    |
| Kp                    |  | Gustav Isaksen     |
| Cs                    |  | Peter Hol          |
| Cs                    |  | Harbo Madsen       |
| Cs                    |  | Øivind Gundersen   |
| Cs                    |  | Berthold Pettersen |
| Cs                    |  | Daniel Gasman      |

| A Porsgrunds FC kerete: |  |                    |
|                         |  |                    |
| K                       |  | Isak B. Henrichsen |
| H                       |  | Hans Sørli         |
| H                       |  | Isak Isaksen       |
| Kp                      |  | Karl Andresen      |
| Kp                      |  | Andreas Hansen     |
| Kp                      |  | Johan Henriksen    |
| Cs                      |  | Finn Jeremiassen   |
| Cs                      |  | Christian Dick     |
| Cs                      |  | C.M. Carlsrud      |
| Cs                      |  | Waldemar Lassen    |
| Cs                      |  | Ernst Hansen       |